# Ardoisières de Bel-Air
Les ardoisières de Bel Air sont une exploitation de schistes ardoisiers sur la commune de Combrée, en Maine-et-Loire. Elle se composent de deux exploitations : les Ardoisières de Bel Air et les Ardoisières de la Forêt.